# Mnemone di Lesbo
Mnemone di Lesbo, dal gr.: Μνήμων - Colui che ricorda o Colui che rammenta, (fl. VII-VI secolo a.C.), è un personaggio storico vissuto tra il VII e il VI secolo a.C. È noto per essersi offerto di favorire il rientro del tiranno Mirsilo a Mitilene, giocando così un ruolo in quelle vicende politiche che agitarono l'isola di Lesbo e coinvolsero chi, come Alceo e la sua fratria, di Mirsilo erano feroci oppositori.

## Vicenda biografica

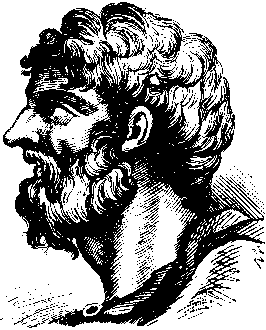
Il poeta lirico Alceo, fiero avversario di Mirsilo

La figura storica di Mnemone emerge appena, e in maniera assai vaga e confusa, da una frammentaria citazione letteraria: si tratta di un carme del lirico Alceo, per noi perduto, ma di cui è preservato un commento in frammenti piuttosto laceri e lacunosi, di ardua esegesi, rinvenuti tra i papiri di Ossirinco.

### Il favoreggiamento di Mirsilo
Mnemone era forse legato da una relazione di philotes al lirico Alceo, anche se non è nota la sua appartenenza all'eteria alcaica. 
Come si evince dal citato commentario di Ossirinco al carme perduto di Alceo, Mnemone, che di quel componimento poetico era proprio il destinatario, sembra emergere come colui che avrebbe agevolato la cospirazione tirannica di Mirsilo, figlio di Cleanore, avversato invece da Alceo. Secondo il commentatore, Mnemone avrebbe infatti offerto a Mirsilo un'imbarcazione per il rientro a Mitilene. 

### Significato da attribuirsi al rientro di Mirsilo
Non è chiaro, peraltro, a cosa fosse dovuto il rientro di Mirsilo in città. Potrebbe essersi trattato, forse, della fine di un esilio, il che presupporrebbe una fugace caduta in disgrazia dopo essere già salito al potere alla caduta del tiranno Melancro. A causare la temporanea disgrazia di Mirsilo potrebbe essere stata allora una congiura, forse proprio quella stessa che, con il suo insuccesso, destabilizzò e mandò in crisi l'eteria alcaica e determinò il primo esilio inflitto ad Alceo: il rientro di Mirsilo, a questo punto, testimonierebbe proprio l'insuccesso di quella congiura.
Più difficile ipotizzare invece che il rientro di Mirsilo sia avvenuto proprio in occasione del suo avvento al potere dopo la caduta di Melancro. Alceo e Pittaco, infatti, si trovarono dalla stessa parte nella loro opposizione a Melancro, e i due, presumibilmente, dovevano trovarsi ancora alleati alla caduta del tiranno; ma nel carme perduto si accenna anche a un certo comportamento di Pittaco che prefigurerebbe l'essersi già consumata la rottura con Alceo: Pittaco (che in futuro succederà a Mirsilo, venendo nominato esimneta) sembra infatti volersi frapporre al riavvicinamento del poeta con Mnemone.

### Il significato dell'apostrofe di Alceo
Nel suo carme, comunque, Alceo apostrofa Mnemone con toni di riconciliazione, facendo intendere di non volerlo accusare per quel favoritismo passato, né di voler lasciare che quell'episodio deteriorasse le loro relazioni. È possibile che questo atteggiamento accomodante dissimulasse in Alceo il tentativo di preparare il terreno per un possibile rientro a Mitilene, per sé stesso e per i suoi sodali. Per realizzarlo, era necessario ristabilire una rete di contatti, che coinvolgesse ogni possibile alleato, anche chi, come Mnemone, nonostante i suoi trascorsi, poteva comunque (almeno negli auspici di Alceo) offrire il proprio appoggio.